# Киприан Брешианский
Киприан (лат. Cyprianus; умер в первой половине VI века) — епископ Брешиа в первой половине VI века; местночтимый святой, почитаемый в Католической церкви (день памяти — 21 апреля).

## Биография
В списках глав Брешианской епархии святой Киприан упоминается как преемник Павла II и предшественник Геркулана. Он был епископом в городе Брешиа в первой половине VI века. Хотя в трудах некоторых авторов приводятся и более точные даты от 530 до 585 года включительно, они не подтверждаются данными средневековых исторических источников. Интронизацию Киприана Брешианского в епископский сан провёл его митрополит Даций Миланский.
О деятельности Киприана как епископа достоверных сведений не сохранилось. Его иногда ошибочно отождествляют с одноимённым святым, около Антиньи мученически погибшим от рук язычников вместе со своим братом Савином. В некоторых церковных преданиях Киприану приписывается основание церкви Святого Петра, где он, якобы, был похоронен. Однако в других средневековых исторических источниках местом захоронения останков епископа Киприана называется церковь Святого Евсевия.
Также же как и все главы Брешианской епархии III—VII веков от Анатолия до Деусдедита, ещё в средневековье Киприан был причислен к местночтимым святым. Культ этого епископа был широко распространён в Брешиа в XI—XV веках. Отмечается даже, что святой Киприан пользовался особым уважением у местных жителей. В феврале 1453 года мощи святого Киприана были перенесены в главный алтарь церкви Святого Петра. Здесь же были найдены останки епископов Павла II и Деусдедита, а также мученика Эвазия. В 1455 году реликвии этих святых были помещены в специально сделанные мраморные раки. 9 февраля 1798 года мощи Киприана были перевезены в церковь Святой Агаты, где они хранятся до сих пор. Имя Киприана Брешианского не внесено в «Римский мартиролог», и он почитается только как местночтимый святой в Брешианской епархии. Сначала Киприан поминался вместе с другими святыми епископами Брешиа (Павлом I, Сильвином, Павлом II и Деусдедитом) в четвёртое воскресенье после Пасхи. Теперь его поминают 21 апреля и в дни перенесения его мощей 9 и 14 февраля.